# Социальная услуга
Социа́льная услу́га — помощь гражданину в целях улучшения условий его жизнедеятельности или расширения его возможностей, самостоятельно обеспечивать свои основные жизненные потребности. Социальные услуги оказываются в процессе социальной работы. Различные виды социальных услуг могут оказываться государственными, частными и общественными организациями. Социальные услуги оказываются в сфере образования, общественного питания, здравоохранения, охраны правопорядка, противопожарной безопасности, трудоустройства, усыновления детей, исследований и лоббирования.

## Цель социальной услуги
Основная цель социального обслуживания — обеспечить население доступными социальными услугами надлежащего качества, создающими благоприятные условия для развития «человеческого капитала», сохраняющими или изменяющими социальное положение личности, населения, составляющих его слоёв, социальных, социально-демографических, социально-профессиональных групп, социальных общностей, коллективов.

## Принципы социального обслуживания
1. равные возможности граждан независимо от национальности, пола и возраста;
2. доступность;
3. добровольность;
4. содействие социальной адаптации с опорой на собственные силы;
5. адресность, приоритет содействия граждан, находящихся в опасном или беспомощном состоянии;
6. гуманность, доброжелательность, соблюдение конфиденциальности;
7. профилактическая направленность;
8. законность и учет международных стандартов.

## Получатель и поставщик социальных услуг

### Получатель
Гражданин признается нуждающимся в социальном обслуживании в случае, если существует хотя бы одно из следующих обстоятельств:
- полная или частичная утрата способности к самообслуживанию, самостоятельному передвижению, обеспечению основных жизненных потребностей в силу заболевания, травмы, возраста или наличия инвалидности;
- наличие в семье инвалида или инвалидов, нуждающихся в постоянном постороннем уходе;
- наличие ребенка или детей, испытывающих трудности в социальной адаптации;
- невозможность обеспечения ухода за инвалидом, ребенком, детьми, а также отсутствие попечения над ними;
- насилие в семье или внутрисемейный конфликт, в том числе с лицами с наркотической или алкогольной зависимостью, имеющими пристрастие к азартным играм, лицами или страдающими психическими расстройствами;
- отсутствие определенного места жительства;
- отсутствие работы и средств к существованию;
- наличие иных обстоятельств, которые на региональном уровне признаны ухудшающими или способными ухудшить условия жизнедеятельности граждан (ст. 15 нового закона).

### Поставщик
Поставщик социальных услуг  – это юридическое лицо независимо от его организационно-правовой формы или индивидуальный предприниматель, осуществляющие социальное обслуживание. Ранее такого понятия не было, хотя фактически социальное обслуживание осуществлялось региональными государственными предприятиями и учреждениями социального обслуживания, а также предприятиями и учреждениями иных форм собственности и индивидуальными предпринимателями.

## Виды социальных услуг
Согласно статье 20 Федерального закона «Об основах социального обслуживания граждан в Российской Федерации» от 28.12.2013 N 442-ФЗ (действующая редакция, 2016) социальные услуги можно разделить на:
1. социально-бытовые, направленные на поддержание жизнедеятельности получателей социальных услуг в быту;
2. социально-медицинские, направленные на поддержание и сохранение здоровья получателей социальных услуг путем организации ухода, оказания содействия в проведении оздоровительных мероприятий, систематического наблюдения за получателями социальных услуг для выявления отклонений в состоянии их здоровья;
3. социально-психологические, предусматривающие оказание помощи в коррекции психологического состояния получателей социальных услуг для адаптации в социальной среде, в том числе оказание психологической помощи анонимно с использованием телефона доверия;
4. социально-педагогические, направленные на профилактику отклонений в поведении и развитии личности получателей социальных услуг, формирование у них позитивных интересов (в том числе в сфере досуга), организацию их досуга, оказание помощи семье в воспитании детей;
5. социально-трудовые, направленные на оказание помощи в трудоустройстве и в решении других проблем, связанных с трудовой адаптацией;
6. социально-правовые, направленные на оказание помощи в получении юридических услуг, в том числе бесплатно, в защите прав и законных интересов получателей социальных услуг;
7. услуги в целях повышения коммуникативного потенциала получателей социальных услуг, имеющих ограничения жизнедеятельности, в том числе детей-инвалидов;
8. срочные социальные услуги.

#### Срочные социальные услуги
- обеспечение бесплатным горячим питанием или наборами продуктов;
- обеспечение одеждой, обувью и другими предметами первой необходимости;
- содействие в получении временного жилого помещения;
- содействие в получении юридической помощи в целях защиты прав и законных интересов получателей социальных услуг;
- содействие в получении экстренной психологической помощи с привлечением к этой работе психологов и священнослужителей;
- иные срочные услуги

## Категории граждан по предоставлению социальных услуг

##### Бесплатное предоставление социальных услуг
Бесплатное предоставление услуг осуществляется для следующих граждан:
- Несовершеннолетним детям;
- Лицам, пострадавшим в результате чрезвычайных ситуаций, вооружённых, межнациональных (межэтнических) конфликтов;
- Гражданам, у которых среднедушевой доход ниже или равен полуторной величины прожиточного минимума в соответствующем регионе РФ

##### Предоставление социальных услуг за плату
Предоставление социальных услуг за плату предоставляется:
- Если среднедушевой доход получателей услуг превышает полуторную величину прожиточного минимума, то социальное обслуживание на дому предоставляется за плату.
- Размер ежемесячной платы за предоставление социальных услуг в форме социального обслуживания на дому рассчитывается на основе тарифов на социальные услуги, но не может превышать 50 % разницы между величиной среднедушевого дохода получателя социальной услуги и полуторной величиной прожиточного минимума, установленного в соответствующем регионе РФ для основных социально-демографических групп населения.

## Порядок получения платных социальных услуг
- гражданину необходимо подать заявление. Ранее социальное обслуживание осуществлялось на основании обращения – в том числе устного – гражданина, его опекуна, попечителя, другого законного представителя, органа государственной власти, местного самоуправления, общественного объединения (ч. 2 ст. 7 старого закона). Заявление на соцобслуживание может быть написано самим гражданином, его представителем или иным лицом (органом) в его интересах (ст. 14 нового закона). Подать заявление можно посредством направления электронного документа.
- составляется индивидуальная программа предоставления социальных услуг в срок не более чем 10 рабочих дней со дня подачи заявления о предоставлении социального обслуживания(указывается форма социального обслуживания, виды, объем, периодичность, условия, сроки предоставления социальных услуг, перечень рекомендуемых поставщиков социальных услуг, а также мероприятия по социальному сопровождению).
- гражданину необходимо заключить с поставщиком договор о предоставлении социальных услуг (ч. 1 ст. 17 нового закона). В договоре обязательно должны быть закреплены положения, определенные индивидуальной программой, а также стоимость социальных услуг в случае, если они предоставляются за плату.[7]